# Jrarbi
Jrarbi là một đô thị thuộc tỉnh Armavir, Armenia. Dân số ước tính năm 2011 là 1726 người.